# ニェグシュキ・プルシュト

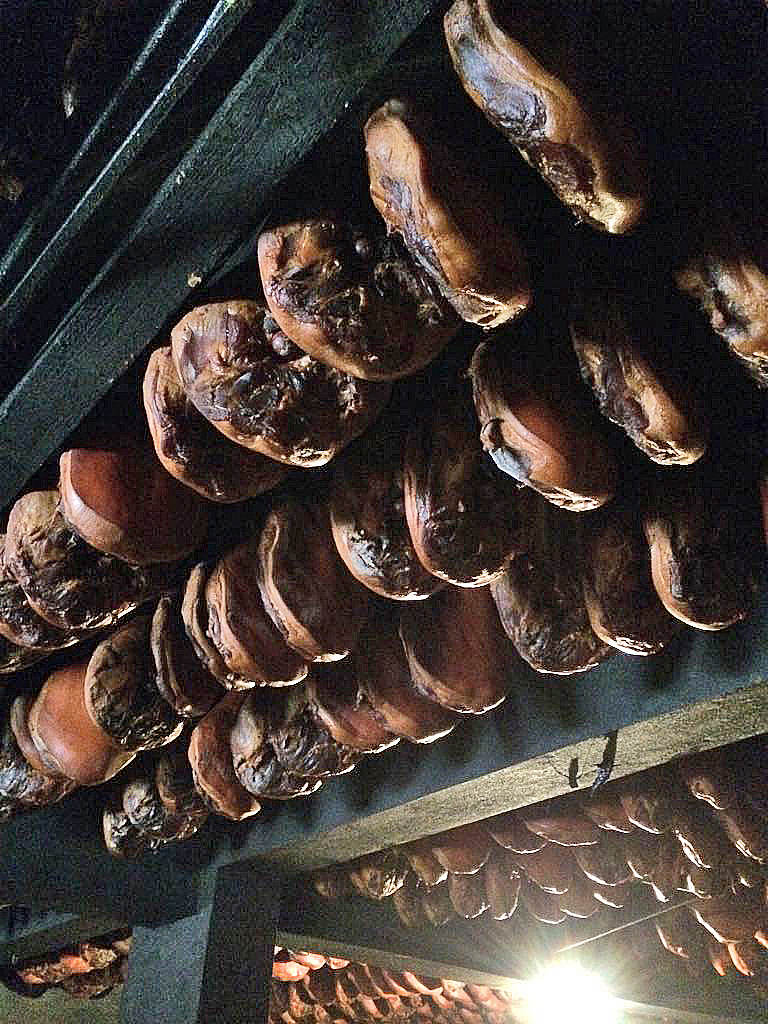
煙で乾燥中のニェゴシュキ・プルシュト

ニェグシュキ・プルシュト（セルビア語: Njeguški pršut, Његушки пршут）は、モンテネグロ・ニェグシの特産品のプルシュトである。

## 概要
プロシュット・コットのように生のまま提供されることが多い料理で、独特の香りと味が売りのハムである。
乾燥させる際にはまず海から採取した塩に3週間漬けて水分を抜き、地元のブナの木で煙を浴びせて、海風と山風の両方が吹くニェグシの地で乾燥させることによって1年かけて完成する。

## ギャラリー

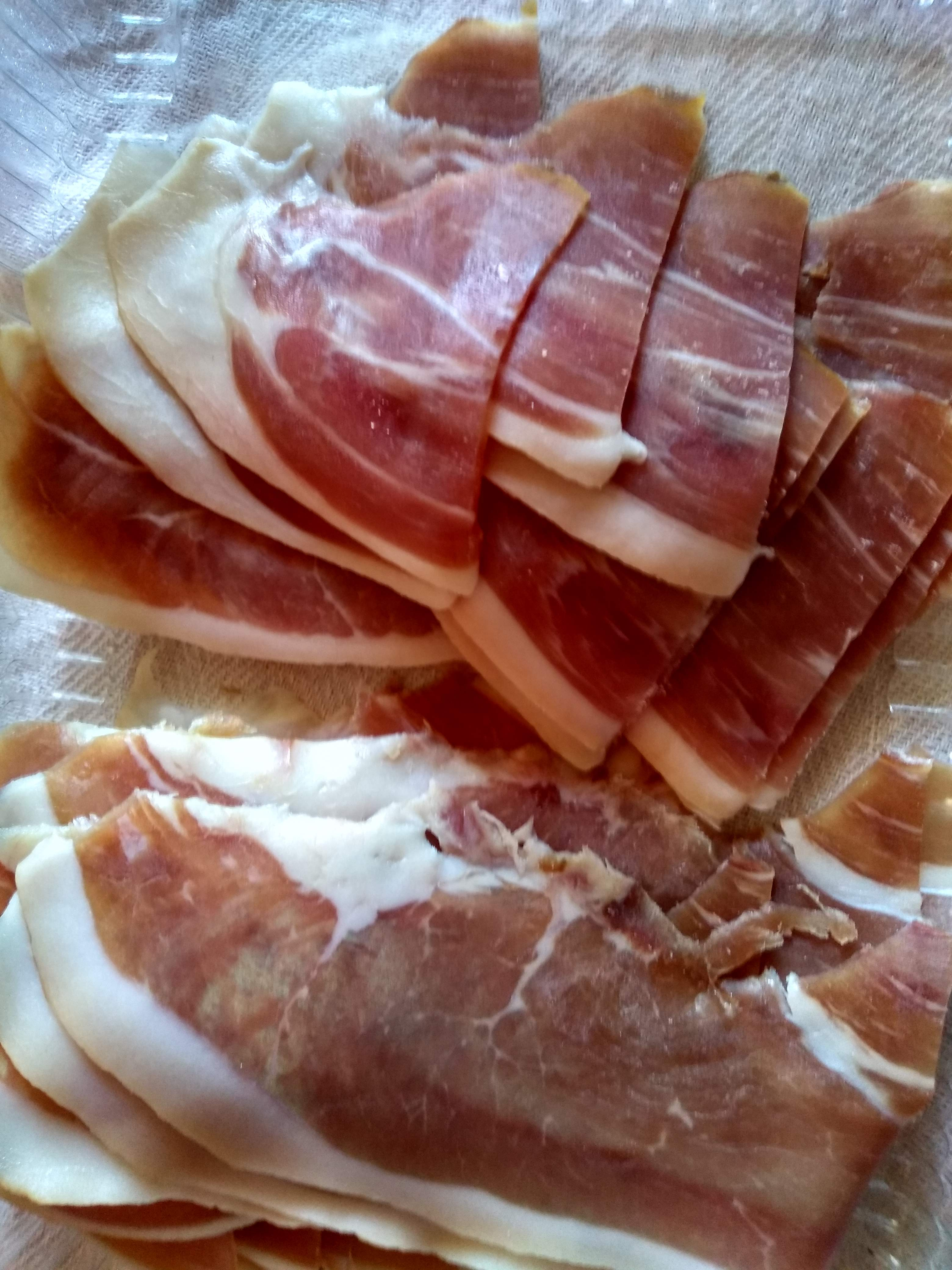
スライスされた状態
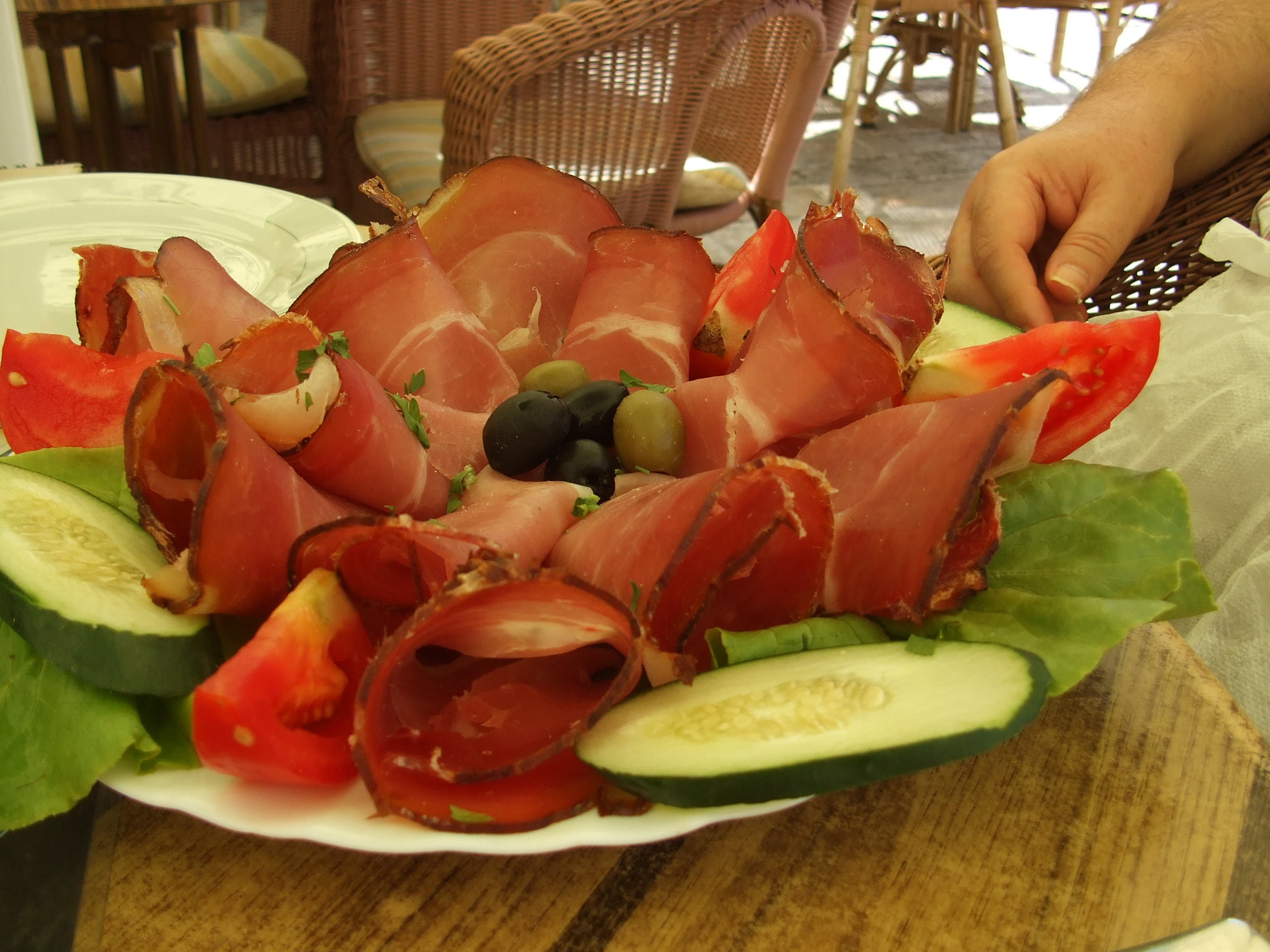
アペタイザーとして供される